# Dražen Luburić
Dražen Luburić (Novi Sad, 2 novembre 1993) è un pallavolista serbo, opposto del Fenerbahçe.

## Carriera

### Club
La carriera di Dražen Luburić inizia nella stagione 2011-12, quando entra a far parte del Vojvodina: al club di Novi Sad resta legato per quattro annate consecutive, aggiudicandosi due Coppe di Serbia e la Coppa CEV 2014-15.
Nella stagione 2015-16 viene ingaggiato dal Piacenza, nella Superlega italiana. Per la stagione seguente si accasa allo Skra Bełchatów, nella Polska Liga Siatkówki polacca: tuttavia, poco dopo, viene ceduto per il resto dell'annata ai JT Thunders, militanti nella massima divisione giapponese.
Nel campionato 2017-18 difende i colori dello Zenit San Pietroburgo, nella Superliga russa, mentre nel campionato seguente si accasa nella Efeler Ligi turca con l'Halkbank. Per l'annata 2019-20 torna in Russia, stavolta vestendo la maglia del Belogor'e, e resta in Superliga anche nell'annata seguente, accasandosi però alla Lokomotiv Novosibirsk.
Dopo un triennio nella formazione siberiana, nel campionato 2023-24 fa ritorno nella massima divisione turca con il Fenerbahçe.

### Nazionale
Tra gli anni 2012 e 2013 fa parte delle nazionali giovanili serbe, mentre nel 2015 ottiene le prime convocazioni nella nazionale maggiore, con la quale vince la medaglia d'oro alla World League 2016 e quella di bronzo al campionato europeo 2017. Nel 2019 conquista la medaglia d'oro al campionato europeo.

## Palmarès

### Club
- Coppa di Serbia: 2

2011-12, 2014-15
- Challenge Cup: 1

2014-15